# Camanongue
Camanongue é uma cidade e município da província do Moxico, no leste de Angola.
O município tem 2 783 km² e cerca de 18 mil habitantes. É limitado a norte pelos municípios de Luma Cassai e Dala, a leste pelos municípios de Cazage e Cameia, a sul pelos municípios de Léua e Luena, e a oeste pelo município de Luena.
O município é constituído apenas pela comuna-sede, correspondente à cidade de Camanongue.